# Tautumeitas
A Tautumeitas egy lett népzenei–világzenei együttes, amely 2015-ben alakult. Ők képviselték Lettországot a 2025-ös Eurovíziós Dalfesztiválon, Bázelben Bur man laimi című dalukkal.

## Történet

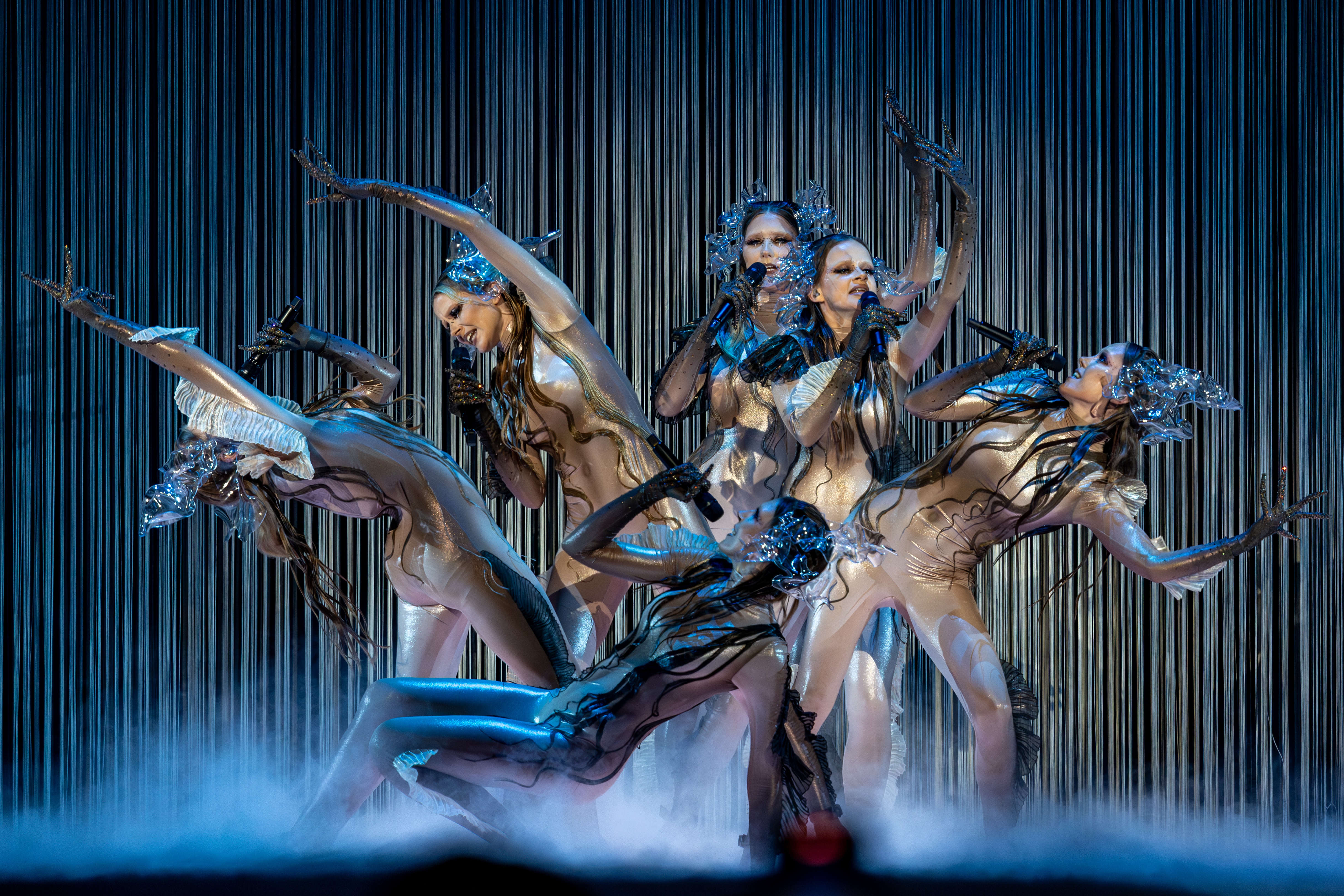
Az Eurovíziós Dalfesztiválon

2017-ben a Tautumeitas az Auļi együttessel közösen kiadta a Lai māsiņa rotājās! című, 13 dalt tartalmazó albumot, amely az eljegyzések és esküvők témájának szentelődött, és a balti népzenei hagyományokból merít inspirációt. Az album elnyerte az év lett zenei felvételének járó díjat a legjobb népzenei album kategóriában. A Lai māsiņa rotājās! a 2018-as World Music Charts Europe listán a 26. helyet érte el, valamint a Transglobal World Music Chart rangsorán a 38. helyre került 2018 áprilisában és májusában.
2018-ban a Tautumeitas kiadta első, saját nevüket viselő debütáló albumát. 2021. június 2-án a Tautumeitas hivatalos Instagram-oldalán bejelentette, hogy Lauma Bērza a nyár folyamán távozik az együttesből.
2024. november 20-án a LTV bejelentette, hogy az együttes résztvevője lesz a 2025-ös Supernova eurovíziós nemzeti válogatónak. Bur man laimi című versenydalukkal megnyerték a február 8-án rendezett döntőt, ahol a nemzeti zsűri, valamint a közönség pontjai alakították ki a végeredményt, így ők képviselhették hazájukat az Eurovíziós Dalfesztiválon. A verseny május 15-én rendezett második elődöntőjéből második helyezettként jutottak tovább a döntőbe, ahol végül a tizenharmadik helyen végeztek.

## Tagok
Jelenlegi
- Asnate Rancāne – hegedű, ének
- Aurēlija Rancāne – dobok, ének
- Annemarija Moiseja – ütőhangszerek, ének
- Laura Marta Līcīte – ütőhangszerek, hegedű, ének
- Gabriēla Zvaigznīte – ének
- Kate Slišāne – ének, mandolin, klarinét

Korábbi
- Ilona Dzērve — harmonika, ének
- Lauma Bērza – hegedű, ének
- Laura Bužinska
- Laura Vārpiņa – ütőhangszerek, ének

## Diszkográfia

### Albumok
- 2017 – Lai māsiņa rotājās! (az Auļi együttessel közösen)
- 2018 – Tautumeitas
- 2019 – Dziesmas no Aulejas
- 2022 – Skrejceļš